# 1229 Tilia
Tilia (asteroide 1229) é um asteróide da cintura principal com um diâmetro de 27,65 quilómetros, a 2,7241564 UA. Possui uma excentricidade de 0,156809 e um período orbital de 2 121,04 dias (5,81 anos).
Tilia tem uma velocidade orbital média de 16,57065642 km/s e uma inclinação de 1,02049º.
Esse asteroide foi descoberto em 9 de Outubro de 1931 por Karl Reinmuth.